# Gherardo Gossi
Gherardo Gossi (Torino, 24 gennaio 1958) è un direttore della fotografia italiano.
È collaboratore abituale dei registi Guido Chiesa, Daniele Vicari e Daniele Gaglianone, per i quali ha curato la fotografia di buona parte delle loro opere, sia documentarie che di finzione. 

## Biografia
Appassionato di cinema e fotografia, segue all'università di Torino i corsi di storia e critica del cinema di Gianni Rondolino, pur senza concludere gli studi. Inizia la propria carriera professionale come operatore in una rete televisiva torinese, Teleuropa 3, per poi fondare con Lucia Moisio e Walter Buccino la società di produzione MDP Cinema e Video, che realizza documentari e cortometraggi.
Nella troupe del direttore della fotografia Claudio Meloni lavora ad alcune serie televisive e al film Zen (1987) diretto da Gian Vittorio Baldi. Fra la fine degli anni ottanta e i primi novanta lavora molto anche in campo pubblicitario.
Il suo esordio come direttore della fotografia di un lungometraggio cinematografico coincide con quello alla regia di Guido Chiesa, Il caso Martello (1992). È l'inizio di un proficuo sodalizio professionale che si sviluppa sia attraverso documentari che film di finzione, tra cui spicca Il partigiano Johnny (2000), tratto dall'omonimo romanzo di Beppe Fenoglio, per il quale Gossi realizza una «splendida fotografia quasi monocromatica». Nel 2000 cura le immagini anche di un altro film di ambientazione piemontese e tema partigiano, I nostri anni, caratterizzato da una mescolanza di linguaggi e formati, che segna l'inizio di un'altra collaborazione duratura, con Daniele Gaglianone.
Un altro cineasta che Gossi accompagna fin dagli esordi è Daniele Vicari, co-regista con Guido Chiesa del documentario sul movimento operaio torinese Non mi basta mai e poi regista di lungometraggi di finzione a partire da Velocità massima (2002).

## Riconoscimenti
- Nastro d'argento alla migliore fotografia
  - 2009: candidato - Lezione ventuno e Il passato è una terra straniera

## Filmografia

### Cortometraggi
- Rose, regia di Luigi Abramo e Davide Bertoni (1998)
- Trevirgolaottantasette, regia di Valerio Mastandrea (2005)
- Treni strettamente riservati, regia di Emanuele Scaringi (2008)

### Lungometraggi
- La cosa, regia di Nanni Moretti (1990) (parte girata alla Fiat Mirafiori)
- Il caso Martello, regia di Guido Chiesa (1992)
- Babylon: la paura è la migliore amica dell'uomo, regia di Guido Chiesa (1994)
- Materiale resistente, regia di Guido Chiesa e Davide Ferrario (1995)
- Anime fiammeggianti, regia di Davide Ferrario (1996)
- Partigiani, regia di Guido Chiesa, Davide Ferrario, Antonio Leotti, Marco S. Puccioni e Daniele Vicari (1997)
- Non mi basta mai, regia di Guido Chiesa e Daniele Vicari (1999)
- Il partigiano Johnny, regia di Guido Chiesa (2000)
- I nostri anni, regia di Daniele Gaglianone (2000)
- Da zero a dieci, regia di Luciano Ligabue (2002)
- Alice è in paradiso, regia di Guido Chiesa (2002)
- Velocità massima, regia di Daniele Vicari (2002)
- Sono stati loro - 48 ore a Novi Ligure, regia di Guido Chiesa (2003)
- Ora o mai più, regia di Lucio Pellegrini (2003)
- My Father, Rua Alguem 5555, regia di Egidio Eronico (2003) (fotografia aggiuntiva)
- Nemmeno il destino, regia di Daniele Gaglianone (2004)
- Lavorare con lentezza, regia di Guido Chiesa (2004)
- L'orizzonte degli eventi, regia di Daniele Vicari (2005)
- Texas, regia di Fausto Paravidino (2005)
- Il mio paese, regia di Daniele Vicari (2006)
- La strada di Levi, regia di Davide Ferrario (2006)
- L'uomo privato, regia di Emidio Greco (2007)
- Parole sante, regia di Ascanio Celestini (2007)
- Le pere di Adamo, regia di Guido Chiesa (2007) (supervisione)
- Lezione ventuno, regia di Alessandro Baricco (2008)
- Il passato è una terra straniera, regia di Daniele Vicari (2008)
- La classe dei gialli, regia di Daniele Gaglianone (2009)
- Cosmonauta, regia di Susanna Nicchiarelli (2009)
- Pietro, regia di Daniele Gaglianone (2010)
- Io sono con te, regia di Guido Chiesa (2010)
- Ruggine, regia di Daniele Gaglianone (2011)
- Diaz, regia di Daniele Vicari (2012)
- Via Castellana Bandiera, regia di Emma Dante (2013)
- Come il vento, regia di Marco Simon Puccioni (2013)
- Banana, regia di Andrea Jublin (2014)
- Andròn: The Black Labyrinth, regia di Francesco Cinquemani (2015)
- La profezia dell'armadillo, regia di Emanuele Scaringi (2018)
- Prima che la notte, regia di Daniele Vicari (2018)
- 18 regali, regia di Francesco Amato (2020)
- Le sorelle Macaluso, regia di Emma Dante (2020)
- L'Alligatore, regia di Daniele Vicari ed Emanuele Scaringi (2020)
- Il muto di Gallura, regia di Matteo Fresi (2021)
- Orlando, regia di Daniele Vicari (2022)
- Filumena Marturano, regia di Francesco Amato (2022)
- Marconi - L'uomo che ha connesso il mondo, regia di Lucio Pellegrini (2024)